# Municipio de Dick Johnson
El municipio de Dick Johnson (en inglés: Dick Johnson Township) es un municipio ubicado en el condado de Clay en el estado estadounidense de Indiana. En el año 2010 tenía una población de 1453 habitantes y una densidad poblacional de 26,02 personas por km².

## Geografía
El municipio de Dick Johnson se encuentra ubicado en las coordenadas 39°33′57″N 87°10′3″O / 39.56583, -87.16750. Según la Oficina del Censo de los Estados Unidos, el municipio tiene una superficie total de 55.85 km², de la cual 55,57 km² corresponden a tierra firme y (0,49 %) 0,27 km² es agua.

## Demografía
Según el censo de 2010, había 1453 personas residiendo en el municipio de Dick Johnson. La densidad de población era de 26,02 hab./km². De los 1453 habitantes, el municipio de Dick Johnson estaba compuesto por el 98,42 % blancos, el 0,34 % eran afroamericanos, el 0,41 % eran amerindios, el 0,14 % eran asiáticos, el 0,07 % eran de otras razas y el 0,62 % eran de una mezcla de razas. Del total de la población el 0,62 % eran hispanos o latinos de cualquier raza.